# لوتسکامپن
لوتسکامپن (به آلمانی: Lützkampen) یک شهر در آلمان است که در بیتبورگ-پروم واقع شده‌است.